# 史澤之
史泽之（？—？）江蘇溧陽人，中国近代政治人物。

## 生平
民国十四年（1925年）冬，中国青年党中央党部自巴黎迁回上海，召开了代表大会，加强了中央组织。此后该党骨干到各地宣传，积极扩大组织。新成立有南京国光社，干部为周谦冲、史泽之等人，均为国立东南大学学生。
1947年3月1日，史泽之出任国民政府立法院第四届立法委员。1948年，作为中国青年党党员，出任行宪第一届立法委员江苏省第二选区候补人。